# أزمة أكتوبر
تشير أزمة أكتوبر (بالفرنسية: Crise d'Octobre) إلى سلسلة أحداث بدأت في أكتوبر 1970 عندما اختطف أعضاء من جبهة تحرير كيبيك نائب رئيس الوزراء الإقليمي بيير لابورت والدبلوماسي البريطاني جيمس كروس من مقر إقامته في مونتريال. شهدت هذه الأحداث تفعيل رئيس الوزراء بيير ترودو قانون التدابير الحربية لأول مرة في التاريخ الكندي في وقت السلم.
دعم رئيس وزراء كيبيك روبيرت بوراسا وعمدة مونتريال جان درابو استخدام ترودو لقانون التدابير الحربية، الذي حد من الحريات المدنية وأعطى الشرطة صلاحيات واسعة النطاق، ما سمح لهم باعتقال واحتجاز 497 شخصًا. طلبت حكومة كيبيك مساعدة عسكرية أيضًا لدعم السلطات المدنية، مع نشر القوات الكندية في جميع أنحاء كيبيك.
على الرغم من أن المفاوضات أدت إلى إطلاق سراح كروس، قُتل لابورت على يد الخاطفين. أثرت الأزمة على مقاطعة كيبيك في كندا، خاصة مدينة مونتريال الكبرى، وانتهت في 28 ديسمبر.
في ذلك الوقت، أظهرت استطلاعات الرأي في كيبيك وفي جميع أنحاء كندا دعمًا واسع النطاق لاستخدام قانون التدابير الحربية. انتقد سياسيون بارزون مثل رينيه ليفيك وتومي دوغلاس هذه الاستجابة.
بعد الأزمة، ازدادت قوة الحركات التي كانت تضغط لجعل الأصوات الانتخابية وسيلة لتحقيق الحكم الذاتي والاستقلال. في ذلك الوقت، ازداد دعم الحزب السياسي السيادي المعروف بالحزب الكيبيكي، الذي شكل الحكومة الإقليمية في 1976.

## الخلفية
من 1963 حتى 1970، فجرت المجموعة القومية الكيبيكية المسماة جبهة تحرير كيبيك أكثر من 200 قنبلة. في حين كانت صناديق البريد أهدافًا شائعة، لا سيما في مدينة ويسماونت الثرية التي ينطق أغلب ساكنيها بالإنجليزية، إلا أن أكبر تفجير وقع في مبنى بورصة مونتريال في 13 فبراير 1969، وسبب أضرارًا جسيمة وإصابة 27 شخصًا. شملت أهداف أخرى دار بلدية مونتريال وشرطة الخيالة الكندية الملكية ومتجر شركة تي أيتون ومكاتب تجنيد القوات المسلحة وخطوط السكك الحديدية ومنشآت الجيش. في خطوة إستراتيجية، سرق أعضاء جبهة تحرير كيبيك عدة أطنان من الديناميت من مواقع عسكرية وصناعية. ممولين عن طريق عمليات السطو على البنوك، وهددوا أيضًا، من خلال جهاز الإعلام الرسمي خاصتهم لا كوغنيه، بمزيد من الهجمات في المستقبل.
في 24 يوليو 1967، حصلت القضية القومية على الدعم من شارل ديغول الذي صاح وهو يقف على شرفة في مونتريال «تحيا كيبيك الحرة». وبخ رئيس الوزراء الكندي ليستر بيرسون ديغول على الفور. أعلن في تصريح أدلى به إلى السفارة الفرنسية أن «شعب كندا حر. كل مقاطعة في كندا حرة. لا يحتاج الكنديون إلى التحرير. في الواقع، بذل عدة آلاف من الكنديين أرواحهم في حربين عالميتين لتحرير فرنسا ودول أوروبية أخرى».
بحلول 1970، كان 23 عضوًا من جبهة تحرير كيبيك في السجن، من بينهم أربعة مدانون بارتكاب جريمة قتل. في 26 فبراير 1970، أُلقي القبض على رجلين في شاحنة منمنمة في مونتريال، أحدهما جاك لانكتوت، عندما عُثر عليهما وفي حوزتهما بندقية شوزن قصيرة وبيان يعلن اختطاف القنصل الإسرائيلي. في يونيو، داهمت الشرطة منزلًا في بريفوست، التي تقع شمال مونتريال في الجبال اللورنشية، وعثرت على أسلحة نارية وذخيرة و300 رطل (140 كغ) من الديناميت وصواعق ومسودة رسالة فدية لاستخدامها في عملية اختطاف قنصل الولايات المتحدة.

## الجدول الزمني
- 5 أكتوبر: مونتريال، كيبيك: اختطف عضوان من «خلية التحرير» التابعة لجبهة تحرير كيبيك الدبلوماسي البريطاني جيمس كروس من منزله. كان الخاطفان متنكرين في زي رجال توصيل يجلبون طردًا بمناسبة عيد ميلاده. سحبا بندقية ومسدسًا دوارًا بمجرد أن سمحت لهما الخادمة بالدخول واختطفا كروس. تلا ذلك بيان موجه للسلطات يحتوي على مطالب الخاطفين، التي تضمنت مبادلة كروس «بسجناء سياسيين» وعدد من أعضاء مدانين أو محتجزين من جبهة تحرير كيبيك وبث هيئة الإذاعة الكندية (سي بي سي) للبيان الرسمي لجبهة تحرير كيبيك. شروط رسالة الفدية هي نفسها التي عُثر عليها في يونيو التي كانت مُعدة لاختطاف القنصل الأمريكي. في ذلك الوقت، لم تربط الشرطة بين الرسالتين.[6]
- 8 أكتوبر: بث البيان الرسمي لجبهة تحرير كيبيك في كل وسائل الإعلام المتحدثة بالفرنسية والإنجليزية في كيبيك.
- 10 أكتوبر: مونتريال، كيبيك: اقترب أعضاء من خلية شينييه من منزل وزير العمل في كيبيك، بيير لابورت، بينما كان يلعب كرة القدم مع ابن أخيه في حديقته الأمامية. اختطف أعضاء من «خلية شينييه» التابعة لجبهة تحرير كيبيك لابورت.
- 11 أكتوبر: بثت سي بي سي رسالة من الأسر موجهة من بيير لابورت إلى رئيس وزراء كيبيك روبرت بوراسا.[7][8]
- 12 أكتوبر: أرسل الجنرال جيل توركو قوات من الفوج الملكي الثاني والعشرين لحماية الممتلكات الفيدرالية في منطقة مونتريال، بناء على طلب من الحكومة الفيدرالية. عيَن المحامي روبرت لوميو من قبل جبهة تحرير كيبيك للتفاوض على إطلاق سراح جيمس كروس وبيير لابورت. عينت حكومة كيبيك روبيرت ديميرس.[9][10]
- 13 أكتوبر: أجرت سي بي سي مقابلة مع رئيس الوزراء ترودو فيما يخص الوجود العسكري. سأل ترودو المراسل تيم رالف في مقابلة عدائية عما سيفعله لو كان مكانه. عندما سأل رالف ترودو إلى أي مدى ينوي المضي، أجاب ترودو «شاهدني وحسب».[11]
- 14 أكتوبر: طالبت ستة عشر شخصية بارزة في كيبيك، من بينها رينيه ليفيك وكلود ريان، بالتفاوض «لمبادلة الرهينتين بالسجناء السياسيين». حث محامي جبهة تحرير كيبيك روبرت لوميو طلاب جامعة مونتريال على مقاطعة الدروس دعمًا للجبهة.
- 15 أكتوبر: مدينة كيبيك: إنهاء المفاوضات بين المحاميين لوميو وديميرس. طلبت حكومة كيبيك رسميًا تدخل الجيش الكندي في «مساعدة السلطة المدنية» بموجب قانون الدفاع الوطني. نهضت أحزاب المعارضة الثلاثة جميعها، بما فيها الحزب الكيبيكي، في الجمعية الوطنية ووافقت على القرار. في اليوم ذاته، سُمح لمجموعات انفصالية بالتحدث في جامعة مونتريال. نظم روبرت لوميو 3,000 طالب في تجمع في ساحة بول سوفيه لإظهار الدعم لجبهة تحرير كيبيك؛ أعلن زعيم نقابة العمال ميشيل تشارتراند أن التأييد الشعبي للجبهة آخذ في الازدياد وقال «سوف نفوز لأن عدد الفتيان المستعدين لإطلاق النار على أعضاء البرلمان أكبر من عدد رجال الشرطة». أثار التجمع الخوف لدى الكثير من الكنديين الذين أعتبروه مقدمة محتملة لتمرد صريح في كيبيك.[12][13][14][15]
- 16 أكتوبر: طلب رئيس الوزراء بوروسا رسميًا أن تمنح حكومة كندا «سلطات الطوارئ» لحكومة كيبيك التي تسمح لهم «بالقبض على الأفراد وإبقائهم تحت الحجز». أدى هذا إلى تفعيل قانون التدابير الحربية، ما سمح بتعليق الأمر بالمثول أمام القضاء، وأعطى الشرطة سلطات اعتقال واسعة النطاق. كانت مدينة مونتريال قد قدمت بالفعل طلبًا مشابهًا في اليوم السابق. دخلت هذه التدابير حيز التنفيذ في الساعة 4:00 صباحًا. بث رئيس الوزراء ترودو إعلان فرض قانون التدابير الحربية.[16]
- 17 أكتوبر: مونتريال، كيبيك: أعلنت خلية شينييه التابعة لجبهة تحرير كيبيك أن الرهينة بيير لابورت قد أُعدم. خُنق ثم حُشر في صندوق سيارة وتُرك في الأحراش بالقرب من مطار ساينت هوبيرت، على بعد أميال قليلة من مونتريال. أفاد بيان موجه للشرطة بإعدام بيير لابورت وأشار إليه باستهزاء على أنه «وزير البطالة والاندماج».